# The Elder Scrolls: Arena
The Elder Scrolls: Arena je računarska role-playing igra iz prvog lica za MS-DOS, razvijena sa strane Bethesda Softworksa i izdata 1994. godine. 2004. godine, objavljena je verzija igre dostupna za besplatno preuzimanje kao deo 10. godišnjice serije The Elder Scrolls, ali noviji sistemi zahtijevaju emulator poput DOSBox-a da bi ih pokrenuli, jer je Arena DOS baziran program.
Poput njegovih nastavaka, radnja se odvija na kontinentu Tamrielu, upotpunjenim sa divljinom, pećinama i sistemom stvaranja magija koji igračima omogućava da miješaju razne efekte magije u novu magiju onoliko dugo koliko za to imaju novca, i mnogim drugim aspektima igre koji su bili ispred svoga vremena.
Još jedan zanimljiv dio Arene je bila njena težnja da bude "nepraštajuća" prema novijim igračima. Bilo je lako umrijeti u tamnici u kojoj igrač započinje igru, jer su se mogli pronaći moćniji neprijatelji ako se igrač predugo zadrži u njoj. Ipak, ovaj efekat je polako izblijedio kako je igrač postajao moćniji i više svjestan opasnosti koje su se nalazile svuda okolo. Čak je i Ken Rolston, glavni dizajner The Elder Scrolls III: Morrowinda, izjavio da je igru pokrenuo najmanje dvadeset puta prije nego što je uspio jednom izaći iz tamnice. 

## Tok igre
je poznata po svom ogromnom okruženju, koje je značajno veće od njenih nastavaka, The Elder Scrolls III: Morrowinda i The Elder Scrolls IV: Obliviona, ali manje od onoga iz The Elder Scrolls II: Daggerfalla. Ovo je zbog nasumično generisanih područja u igri, što omogućava veliki broj raznolikih kombinacija za svako područje.
Igra se igra iz perspektive prvog lica. Borba se izvodi korišćenjem miša i pomjeranjem kursora preko ekrana za napade ako se koristi kratkometno oružje.

## Priča
Car Uriel Septim VII je zarobljen u drugoj dimenziji (u kopiji Black Horse Couriera u The Elder Scrolls IV: Oblivionu, otkriveno je da je to dimenzija Oblivion) i njegov lik je preuzeo Imperial Battlemage Jagar Tharn. Jedini način da se car vrati je pronalaženje osam dijelova Štapa Haosa (Staff of Chaos). Nakon što su dijelovi sakupljeni, heroj se bori sa Tharnom u Imperial Cityju. Ria Silmane je, prije početka igre, pomoćnica Jagara Tharna. Tokom svog uspela na tron, Tharnu ne polazi za rukom da korumpira svoju pomoćnicu, pa je ubija. Ona uspijeva da se zadrži dovoljno dugo da pomogne igračevom liku da pobjegne od spore smrti u tamnicama pomoću teleportacijskog uređaja pod nazivom shift gate. Nakon toga, gubi moć da se zadrži u fizičkom obliku i pojavljuje se u igračevim snovima. Osnovna misija zahtijeva da igrač pronađe raznolike artifakte. Svaki put kada je takav predmet pronađen, Silmane se pojavljuje sljedeći put kada se igrač odmori da bi pružila informacije o lokaciji sljedećeg takvog predmeta.
Dio priče se pojavljuje u Daggerfallu, Morrowindu i Oblivionu u seriji knjiga "The Real Barenziah".
Uriel Septim VII je dio svih četiriju igara iz serije The Elder Scrolls.
Sljedeća igra u seriji je bila The Elder Scrolls II: Daggerfall, izdana 1996. godine.

## Greške
U početnom dijalogu prikazanom kada igrač pokrene novu igru, Uriel Septim VII se naziva Uriel Septim VI. Ovo je vjerovatno zbog toga što je uvodna scena Arene napravljena prije ostatka glavnog toka priče, a developeri su je zaboravili izbaciti iz igre.

## iizdanja
je originalno izdana na CD-ROM-u i 3.5" floppy disku. CD-ROM izdanje je naprednije od ova dva izdanja, i sadrži prošireni govor nekih likova i CGI video scene.
U kasnoj 1994. godini, Arena je ponovno izdana u specijalnom "Deluxe Edition" pakovanju, koje je sadržavalo CD-ROM sa posljednjim zakrpama, podlogu za miša sa odštampanom mapom Tamriela, i "Codex Scientia", sveobuhvatnu detaljnu knjigu savjeta. Neotvorene kopije ovih izdanja se mogu pronaći na eBayu po cijenama i do 70€.
Verzija koju je Bethesda Softworks besplatno izdala 2004. godine je 3.5" floppy disk verzija, ne CD-ROM izdanje.

## Spoljašnje veze
- 10. Godišnjica
- poglavlje
- Priručnik
- Архивирано на веб-сајту  (10. март 2005), sadrži neke podatke i recenzije.
- Intervju sa Tedom Petersonom, diskusija o razvijanju, inspiraciji i prošlosti.